# Brown Edge
Brown Edge est un village et une paroisse civile du Staffordshire, en Angleterre.